# Luis Guillermo Giraldo
Luis Guillermo Giraldo Hurtado (Manizales, Caldas, 1º de mayo de 1944) es un economista y político colombiano. 

## Biografía
Recibió el título de Abogado en Ciencias Jurídicas y Económicas en la Pontificia Universidad Javeriana, en Bogotá, y se especializó en Derecho Laboral en la misma universidad. Se vinculó al Partido Liberal e inició su carrera política como Secretario de Hacienda de la ciudad de Manizales en 1967. En 1970 accedió a la Cámara de Representantes, siendo reelecto hasta 1978 cuando logró un escaño en el Senado de la República. Desde entonces logró consolidarse como uno de los tres parlamentarios que dominan la política y la administración de Caldas, siendo los otros dos sus compañeros de partido Víctor Renán Barco y el conservador Omar Yepes. Durante el gobierno de Virgilio Barco Vargas fue nombrado Ministro de Justicia, pero decidió no posesionarse debido a su vinculación en el sonado caso de corrupción conocido como el "Robo a Caldas"; entre 1978 y 1979 ejerció como alcalde de Manizales. Entre 1989 y 1990 fue Presidente del Senado de Colombia.
Entre 1990 y 1991 fungió como Embajador de Colombia ante Alemania y regresó al Senado pues la nueva constitución le impidió ejercer simultáneamente otras funciones. En 1998 se alejó de las directivas de su Partido y apoyó al candidato presidencial conservador Andrés Pastrana en cuyo gobierno ejerció como Embajador ante Venezuela (1998-1999), regresando para participar en los negociaciones de paz en la zona de distensión con la guerrilla de las FARC. 
Para las elecciones de 2002 se convirtió en jefe nacional de debate del candidato Álvaro Uribe, en cuyo gobierno fue Embajador ante las Naciones Unidas (2003-2005) y México (2005-2006). Tras la creación del Partido de la U se convirtió en su Secretario General y fue el principal promotor del referendo buscando una nueva reforma constitucional para permitir la segunda reelección de Álvaro Uribe, Giraldo renunció a la secretaría del partido a finales de 2008 después de que se desatara un escándalo por la poca claridad en la legalidad de los recursos que permitieron financiar la recolección de firmas para el referendo y las contradicciones en la contabilidad de las mismas. La Fiscalía abrió una investigación a los promotores del referendo por presunto fraude procesal.